# نيل كالدويل
نيل كالدويل (بالإنجليزية: Neil Caldwell)‏ (25 سبتمبر 1975 بغلاسكو في المملكة المتحدة - ) هو لاعب كرة قدم بريطاني في مركز الدفاع. لعب مع دندي يونايتد ونادي رينجرز.

## وصلات خارجية
- نيل كالدويل على موقع قاعدة بيانات كرة القدم.إي يو (الإنجليزية)
- نيل كالدويل على موقع Soccerbase.com (لاعب) (الإنجليزية)